# Levan Arabuli
Levan Arabuli –en georgiano: ლევან არაბული– (29 de marzo de 1992) es un deportista georgiano que compite en lucha grecorromana.
Ganó dos medallas en el Campeonato Europeo de Lucha, plata en 2020 y bronce en 2017, ambas en la categoría de 130 kg.

## Palmarés internacional
| Campeonato Europeo | Campeonato Europeo | Campeonato Europeo | Campeonato Europeo |
| Año                | Lugar              | Medalla            | Categoría          |
| ------------------ | ------------------ | ------------------ | ------------------ |
| 2017               | Novi Sad (Serbia)  | Medalla de bronce  | 130 kg             |
| 2020               | Roma (Italia)      | Medalla de plata   | 130 kg             |